# Delia Derbyshire
Delia Ann Derbyshire (ur. 5 maja 1937 w Coventry, zm. 3 lipca 2001 w Northampton) – angielska kompozytorka muzyki elektronicznej. Jest najbardziej znana ze swoich prac powstałych dla BBC Radiophonic Workshop w latach 60. XX wieku, w szczególności motywu muzycznego dla brytyjskiego serialu telewizyjnego science-fiction Doctor Who. Nazywana również "nieznaną bohaterką angielskiej muzyki elektronicznej".

## Życiorys

### Wczesne lata
Urodziła się w Coventry. Podczas II wojny światowej, zaraz po zbombardowaniu jej rodzinnego miasta w 1940 została przesiedlona do Preston ze względów bezpieczeństwa. Od najmłodszych lat jej talent muzyczny był widoczny. Grała na skrzypcach, ale jej głównym instrumentem był fortepian i jako młoda dziewczyna regularnie brała udział w konkursach pianistycznych, często zdobywając na nich nagrody. W czasie studiów w Barrs Hill School (1948-1956) otrzymała stypendium na studia matematyczne w Girton College w Cambridge (1956-1959). Po roku studiów matematycznych przeniosła się na studia muzyczne, specjalizując się w muzyce średniowiecznej i współczesnej; uzyskała również dyplom licencjata w grze na pianoforte.
Po kilku próbach zatrudnienia w studiach nagraniowych zaczęła pracę jako nauczycielka gry na fortepianie dzieci brytyjskich konsulów generalnych oraz kanadyjskich i południowoamerykańskich dyplomatów. Następnie została asystentką w Międzynarodowym Związku Telekomunikacyjnym ONZ. W 1960 wróciła do Coventry, gdzie pracowała jako nauczycielka gry na fortepianie w szkole podstawowej.

### Współpraca z BBC Radiophonic Workshop
W listopadzie 1960 rozpoczęła karierę w BBC jako stażystka-asystentka do spraw programowych. Kiedy okazało się, że rozwijające się wtedy BBC Radiophonic Workshop znajdowało się pod tym samym kierownictwem, poprosiła o przeniesienie. Jej wniosek został przyjęty jedynie tymczasowo. Delia pozostawała „tymczasowo związana” z BBC przez lata, regularnie zastępując dyrektora jednostki i wpływając na wielu jej kolegów praktykantów przez ponad 11 lat. W sierpniu 1962 wraz z asystentem Dickiem Millsem i Ronem Grainerem stworzyli oryginalną wersję motywu do serialu Doctor Who – jednego z pierwszych tematów telewizyjnych, które zostały stworzone i wyprodukowane w sposób całkowicie elektroniczny.
W latach 1964–65 współpracowała z brytyjskim artystą i dramaturgiem Barrym Bermangem w Trzecim programie BBC, by wyprodukować cztery Inventions for Radio, będące kolażem ludzi opisujących ich marzenia, osadzonym na tle elektronicznego dźwięku.

### Unit Delta Plus
W 1966, nie kończąc współpracy z BBC, Derbyshire wraz z innym członkiem Radiophonic Workshop, Brianem Hodgsonem i założycielem EMS, Peterem Zinovieffem, utworzyli Unit Delta Plus –  organizację, której zamierzali używać do tworzenia i promowania muzyki elektronicznej. Z siedzibą w studiu w kamienicy Zinovieffa przy 49 Deodar Road w Putney, wystawili swoją muzykę na kilku festiwalach muzyki eksperymentalnej i elektronicznej, w tym w The Million Volt Light and Sound Rave.
W 1966 roku nagrała demo z Anthonym Newleyem, zatytułowanym Moogies Bloogies (piosenka nigdy nie została wydana). Po niespokojnym występie w Royal College of Art w 1967, grupa Unit Delta Plus rozpadła się.

### Kaleidophon and Electrophon
Pod koniec lat sześćdziesiątych Derbyshire ponownie pracowała z Hodgsonem – tym razem przy tworzeniu studia Kaleidophon wraz z innym twórcą elektronicznym, Davidem Vorhausem. Trójka artystów pod pseudonimem miała swój wkład przy tworzeniu biblioteki muzycznej Standard Music Library. W 1967 asystowała Guyowi Woolfendenowi przy produkcji elektronicznej ścieżki dźwiękowej w Makbecie Petera Halla w Royal Shakespeare Company. Jej inne prace w tym okresie obejmowały: współtworzenie performance'u z udziałem muzyki elektronicznej w The Roundhouse, w którym znalazły się także utwory Paula McCartneya, partyturę sponsorowanego przez ICI studenckiego pokazu mody oraz dźwięk do nagradzanego filmu Anthony'ego Rolanda o fotografii Pameli Bone, zatytułowany Circle of Light. Skomponowała również muzykę do krótkiego filmu Yoko Ono Wrapping Event, ale nie istnieje znana kopia filmu ze ścieżką dźwiękową. W 1973 opuściła BBC i pracowała przez krótki okres w studio Electrophon Hodgsona, gdzie współtworzyła ścieżkę dźwiękową do filmu The Legend of Hell House.
W 1975 roku przestała komponować. Jej ostatnimi pracami były dwie ścieżki dźwiękowe dla pionierek wideo Madelon Hooykaas i Elsy Stansfield w ich krótkich filmach Een Van Die Dagen w 1973 i Overbruggen w 1975.

### Późniejsze lata
Po zakończeniu kariery muzycznej Derbyshire pracowała jako operator radiowy przy układaniu gazociągu brytyjskiego, w galerii sztuki i w księgarni. W 2001 powróciła do muzyki, dostarczając materiał dźwiękowy do 55-sekundowego utworu o nazwie Sychrondipity Machine (Taken from an Unfinished Dream), będącego częścią kompilacji Grain: A Compilation of 99 Short Tracks. Jak podają notatki dotyczące utworu, Delia Derbyshire skomponowała „płynne dźwięki papierowe generowane przy użyciu transformacji Fouriera na podstawie informacji o zdjęciu/pikselu (B2wav - bitmapa do programu dźwiękowego)”. Tego samego roku zmarła na niewydolność nerek.

## Recepcja
Po śmierci Derbyshire na jej strychu znaleziono 267 taśm szpulowych i notatki z jej prac. Zostały one powierzone Markowi Ayresowi z BBC, a w 2007 przekazane Uniwersytetowi w Manchester, gdzie zbiory zdigitalizowano, nie są jednak dostępne ze względu na prawa autorskie. Jej pracom w 2010 prezenter radiowy Matthew Sweet poświęcił jeden ze swoich radiowych dokumentów w BBC Four.15 czerwca 2017 na Cedars Avenue w Coventry BBC odsłoniło tablicę ku pamięci Delii Derbyshire z inicjatywy brytyjskiego nadawcy. 20 listopada 2017 otrzymała pośmiertnie tytuł doktora za swój wkład w rozwój muzyki elektronicznej.